# Konrad Kretschmer
Konrad Kretschmer, född 28 juli 1864 i Berlin, död 11 november 1945, var en tysk geograf.
Kretschmer var 1905-29 professor i historisk geografi i Berlin. Bland Kretschmers arbeten märks Die physische Erdkunde im chirstlichen Mittelalter (1889), Die Entdeckung Amerikas in ihrer Bedeutung für die Geschichte des Weltbildes (1892), Historische Geographie von Mitteleuropa (1904), Die italienischen Portolane des Mittelalters (1909) och Geschichte der Geographie (1912).